# Independente Esporte e Cultura
Independente Esporte e Cultura é um clube de futebol da cidade de Ipiaú, interior do estado da Bahia. Disputou a final da Copa da Bahia de 1998 sem sucesso, conseguindo o segundo lugar. Em 1971, após ganhar o Campeonato de Ipiaú, fez um amistoso contra o Bahia e empatou em 2 a 2.

## Títulos

### Estaduais
- Vice-campeonato Copa Bahia: 1998.

### Municipais
Campeonato Citadino de Ipiaú11
1965, 1966, 1968, 1969, 1971